# Dekada (przedsiębiorstwo)
Dekada SA – polska spółka akcyjna, właściciel sieci centrów handlowych Dekada. W skład obecnego portfela Dekada SA wchodzą obiekty handlowe różnego typu, o powierzchni od kilku do kilkunastu tysięcy mkw., usytuowane w centrach miast.

## Historia
Dekada SA (wcześniej pod nazwą Dekada Realty Sp. z o.o.), funkcjonuje na polskim rynku nieruchomości komercyjnych od 2007 roku. Pierwszy obiekt handlowy pod szyldem Dekada spółka wybudowała w Myślenicach w 2011 r. Do roku 2019 włącznie zrealizowała 11 inwestycji.

## Działalność na rynku nieruchomości
Spółka Dekada SA to inwestor, deweloper i zarządca centrów handlowych Dekada. Specjalizuje się w budowie obiektów komercyjnych typu:
- centra handlowe convenience – nieduże obiekty (3–5 tys. mkw. GLA), w których klienci mogą dokonać szybkich zakupów podstawowych produktów, niezbędnych do codziennego funkcjonowania. Najemcami zazwyczaj są m.in.: operator spożywczy, drogeria, księgarnia, dyskont odzieżowy, apteka, kiosk z prasą, bank, sklep z akcesoriami do domu, punkt gastronomiczny. Często w formie budynku typu strip mall[3].
- zintegrowane centra handlowo-komunikacyjne – nieduże obiekty handlowe (2–6 tys. mkw. GLA) połączone z nowo wybudowanym lub zmodernizowanym dworcem autobusowym lub kolejowym, w których klienci, w tym pasażerowie, mogą komfortowo i szybko nabyć podstawowe produkty. W gronie najemców takich centrów najczęściej znajdują się: operator spożywczy, drogeria, księgarnia, dyskont odzieżowy, apteka, kiosk z prasą, bank, sklep z akcesoriami do domu, punkt gastronomiczny.
- galerie handlowe

Spółka prowadzi inwestycje na terenie całej Polski, głównie w miastach do 100 tys. mieszkańców.
Głównymi najemcami centrów Dekada są największe sieci handlowe w Polsce: spożywcze, elektroniczne, odzieżowe, obuwnicze, drogeryjne, apteczne i inne oraz sieciowe firmy usługowe i gastronomiczne. Oferty poszczególnych obiektów są dopasowywane do potrzeb lokalnej społeczności.

## Działalność Art & Business
Dekada SA angażuje się w projekty kulturalne. W 2015 roku zainicjowała cykl 10 wydarzeń pod hasłem „Figury – symbol galerii Dekada w przestrzeni miejskiej”, w trakcie których przed każdym centrum handlowym Dekada odsłonięto po jednej rzeźbie z cyklu “Figury” autorstwa wybitnego współczesnego rzeźbiarza, rektora warszawskiej ASP, prof. Adama Myjaka. Założeniem projektu było pokazanie, że motorem ożywienia gospodarczego w danej miejscowości jest zarówno nowoczesny handel, jak i kultura.

## Inwestycje zrealizowane
- Dekada Myślenice – zintegrowane centrum handlowo-komunikacyjne. Obiekt convenience o powierzchni 3 420 mkw. połączony jest z dworcem autobusowym obsługującym ogólnopolskich, regionalnych i miejskich przewoźników. W centrum znajduje się 14 lokali handlowo-usługowych. Znajduje się w centrum miasta Myślenice, w pobliżu Rynku. Tuż obok przebiega droga E77 – Zakopianka. Działa od 15 lipca 2011 r.[5]
- Dekada Sieradz - największa galeria handlowa w regionie o powierzchni całkowitej ponad 10 tys. mkw. Zlokalizowana w centrum Sieradza przy skrzyżowaniu ulic Wojska Polskiego i Sarańskiej, w niedalekiej odległości od dworca PKP i PKS. W galerii znajduje się ok. 30 sklepów znanych międzynarodowych i polskich marek. Na klientów czeka 350 miejsc parkingowych przed budynkiem oraz na dachu, z łatwym dostępem do Galerii poprzez jeden z najdłuższych w Polsce chodników ruchomych. Działa od 15 listopada 2011.[6]
- Dekada Skierniewice – największy obiekt handlowo-usługowy w Skierniewicach. Zlokalizowana przy ul. Reymonta, w bliskim sąsiedztwie śródmiejskiego Rynku, zapewnia łatwy dostęp zarówno dla pieszych, jak i zmotoryzowanych klientów. Na dwóch poziomach galerii, klienci znajdą wiele marek znanych sieci handlowych. Uzupełnieniem oferty handlowej są lokale biurowo-usługowe znajdujące się w budynku tuż obok galerii. Funkcjonuje od 6 września 2011 r.[7]
- Dekada Żyrardów - centrum handlowe położone w ścisłym centrum Żyrardowa, przy głównej ulicy 1 Maja 40, w  sąsiedztwie Rynku i  Loftów de Girarda. Na dwóch poziomach handlowych znajduje się 20 sklepów. Architektura budynku wpisuje się w postindustrialny charakter Żyrardowa. Funkcjonuje od 16 maja 2012 r.[8]
- Dekada Olsztyn – centrum handlowe wyróżnione przez CEE RETAIL AWARDS jako najlepszy obiekt 2012 r. w kategorii projektów o powierzchni handlowej do 15 tys. mkw. Centrum usytuowane jest pomiędzy kluczowymi ulicami Olsztyna: ul. Partyzantów i ul. Kościuszki. W bliskim sąsiedztwie znajduje się dworzec PKP i PKS, dzięki czemu wszyscy oczekujący na pociąg lub autobus mają okazję do wygodnych zakupów. W Centrum Handlowym Dekada Olsztyn znajduje się 14 sklepów. Obiekt działa od 15 czerwca 2012 r.[9]
- Dekada Kraków – centrum handlowe idealne na szybkie i wygodne zakupy. Doskonała lokalizacja w Krakowie przy ul. Stojałowskiego, wśród dużych osiedli mieszkaniowych i domów jednorodzinnych czyni Dekadę centrum handlowym przyjaznym okolicznym mieszkańcom. Na powierzchni 3400 m² znajduje się 16 sklepów. Funkcjonuje od 12 września 2012 r.[10]
- Dekada Grójec – centrum handlowe zlokalizowane w Grójcu przy ul. Armii Krajowej 50, bezpośrednio przy obwodnicy miasta i niedaleko drogi ekspresowej S7, co zapewnia łatwy dojazd dla mieszkańców całego powiatu. Przyjazny dla klientów format galerii, składający się z trzech jednopoziomowych budynków z wejściami bezpośrednio z parkingu, ułatwia szybkie i sprawne codzienne zakupy. W centrum handlowym na powierzchni 8 700 m² zlokalizowanych jest wiele znanych marek. Dekada Grójec działa od 27 listopada 2013 r., rozbudowana w 2018 roku[11].
- Dekada Nowy Targ - centrum handlowe połączone z dworcem autobusowym, skupiającym przewoźników regionalnych i ogólnopolskich. Położone przy samym zjeździe z drogi E77 - Zakopianki. Znajdują się w nim sklepy popularnych polskich i zagranicznych marek. Dla  zmotoryzowanych klientów dostępny jest parking na 150 miejsc. Działa od 25 marca 2014 r.[12]
- Dekada Brodnica - zintegrowane centrum handlowo – komunikacyjne, w którym część handlowa połączona jest z  dworcem autobusowym z kasą biletową i poczekalnią dla podróżnych. Lokalizacja w ścisłym centrum Brodnicy – przy skrzyżowaniu ul. Sądowej i Sienkiewicza zapewnia łatwy dostęp do centrum nie tylko dla mieszkańców miasta i całego regionu. W centrum znajduje się 5 lokali handlowych. Otwarcie miało miejsce 30 lipca 2014 r.[13]
- Dekada Malbork – centrum handlowe usytuowane w ścisłym centrum Malborka, bezpośrednio przy głównej arterii miasta – Alei Rodła, tuż obok miejskiego deptaka i w niewielkiej odległości od Zamku Krzyżackiego. Architektura budynku oddaje charakter miasta i doskonale odpowiada na zapotrzebowanie mieszkańców i turystów szukających miejsca na udane zakupy w komfortowych warunkach. Doskonała lokalizacja i potencjał miasta zaowocowały otwarciem pierwszego i dotychczas jedynego salonu sieci H&M w mieście poniżej 40 tys. mieszkańców. Na dwóch poziomach handlowych klienci znajdują także sklepy takich znanych i lubianych marek. Dekada Malbork działa od 27 listopada 2015 r.[14]
- Dekada Ciechanów – nowoczesne centrum handlowe połączone z dworcem autobusowym, doskonale skomunikowane dla mieszkańców miasta i powiatu. Centrum znajduje się w Ciechanowie przy ulicy Henryka Sienkiewicza przy drodze krajowej nr 60, w pobliżu parku i stadionu miejskiego. Otwarcie obiektu miało miejsce 31 marca 2017 r.[15]
- Dekada Nysa – największy obiekt handlowy w Nysie, zlokalizowany w ścisłym centrum miasta, w bliskim sąsiedztwie licznych generatorów ruchu: dworca kolejowego i autobusowego, Urzędu Miejskiego i Starostwa Powiatowego oraz Nyskiego Domu Kultury. Obok obiektu przebiega  droga krajowa i główna arteria komunikacyjna Nysy – ul. Bema, łącząca miasto z regionem. Na dwóch kondygnacjach handlowych znajduje się około 60 sklepów, lokali usługowych i gastronomicznych oraz strefa rozrywki. Do dyspozycji klientów dostępny jest parking na 400 miejsc. Otwarcie obiektu miało miejsce 1 grudnia 2020 r.[16]

| Nazwa               | Miejsce      | Data realizacji | Pow. najmu |
| ------------------- | ------------ | --------------- | ---------- |
| Dekada Myślenice    | Myślenice    | lipiec 2011     | 3420 m²    |
| Dekada Skierniewice | Skierniewice | wrzesień 2011   | 3400 m²    |
| Dekada Sieradz      | Sieradz      | listopad 2011   | 10000 m²   |
| Dekada Żyrardów     | Żyrardów     | maj 2012        | 3800 m²    |
| Dekada Olsztyn      | Olsztyn      | czerwiec 2012   | 3750 m²    |
| Dekada Kraków       | Kraków       | wrzesień 2012   | 3400 m²    |
| Dekada Grójec       | Grójec       | listopad 2013   | 8700 m²    |
| Dekada Nowy Targ    | Nowy Targ    | marzec 2014     | 3300 m²    |
| Dekada Brodnica     | Brodnica     | lipiec 2014     | 1600 m²    |
| Dekada Malbork      | Malbork      | listopad 2015   | 5400 m²    |
| Dekada Ciechanów    | Ciechanów    | marzec 2017     | 2300 m²    |
| Dekada Nysa         | Nysa         | grudzień 2020   | 20000 m²   |

## Inwestycje w przygotowaniu
- Dekada Mińsk Mazowiecki – obiekt zlokalizowany będzie w ścisłym centrum miasta przy ul. 1-go Maja i ul. Kościuszki, która jest główną ulicą handlową Mińska Mazowieckiego. W ramach inwestycji powstanie zintegrowane centrum komunikacyjno-handlowe z nowym dworcem kolejowym i autobusowym. Łącznie obsługują one rocznie ok. 2 mln pasażerów. Budynek w formie „strip mall” o powierzchni 4300 mkw. GLA, z wygodnym parkingiem przed obiektem, stanowić będzie funkcjonalne i wygodne miejsce na szybkie zakupy. Do dyspozycji klientów dostępny będzie parking na 230 miejsc. Otwarcie obiektu zaplanowano na 2020 r.[17]
- Dekada Konin – obiekt (5 200 mkw. GLA) zlokalizowany będzie w ścisłym centrum Konina, przy ul. Kolejowej i ul. Dworcowej, która jest główną ulicą handlową miasta. W ramach inwestycji powstaną nowe dworce: kolejowy i autobusowy, które obsługują rocznie ok. 1 mln pasażerów. W pobliżu znajdują się duże osiedla mieszkaniowe. Rozwinięta sieć komunikacji miejskiej oraz wygodna infrastruktura drogowa zapewnią doskonały dostęp do obiektu. Do dyspozycji klientów dostępny będzie parking na 340 miejsc. Otwarcie zaplanowano na 2020 rok[18].